# Parc Nacional de Batang Gadis
El parc Nacional de Batang Gadis és un àrea protegida de la província de Sumatra Septentrional, Indonèsia. S'estén per 1.080 km² de 300 a 2.145 metres d'altitud. Rep el nom del riu Batang Gadis que flueix a través del parc. S'han trobat al parc rastres del tigre de Sumatra, espècie en perill, i d'altres amenaçades, com el gat daurat asiàtic, el gat de Bengala i la pantera nebulosa. La protecció de Batang Gadis com a parc nacional és part d'un pla per crear el corredor de conservació de la biodiversitat en el nord de Sumatra, que estaria connectat, a través d'una sèrie de boscos i àrees protegides, amb el parc nacional de Gunung Leuser al nord de l'illa.

## Flora i fauna
Hi ha 47 espècies de mamífers, 247 d'aus, 240 de plantes vasculars i 1.500 de microorganismes presents al parc. Entre la fauna que es pot trobar al parc està: tigre de Sumatra, tapir asiàtic, Hystrix brachyura, gat daurat asiàtic, gat de Bengala, muntjac comú, gòral, tràgul de Java, binturong, ós malai, sambar, Ichthyophis glutinosus, Megophrys nasuta, etc. Hi ha 13 espècies d'aus endèmiques del parc, incloent el faisà de Salvadori i la pita de Schneider. Prenent una mostra d'una àrea de 200 metres quadrats, els investigadors van trobar 242 plantes vasculars o al voltant d'un 1 % de la flora total d'Indonèsia.
El 2008 es va calcular que la població de tigres de Sumatra era de al voltant de 30 a 100 individus. El 2013 el seu número es va estimar que era entre 23-76, o el 20% del total de la població.

## Conservació i amenaces
Parts del bosc dins del parc nacional van ser protegides pel govern colonial neerlandès el 1921. La proposta d'un parc nacional, realitzada pel govern local, data de 2003. El parc nacional de Batang Gadis va ser declarat el 2004.
La vida salvatge al parc es veu amenaçada per la caça furtiva, i per una companyia minera australiana que té una concessió de 200.000 hectàrees que se superposa al parc nacional.